# Islam en Alemania

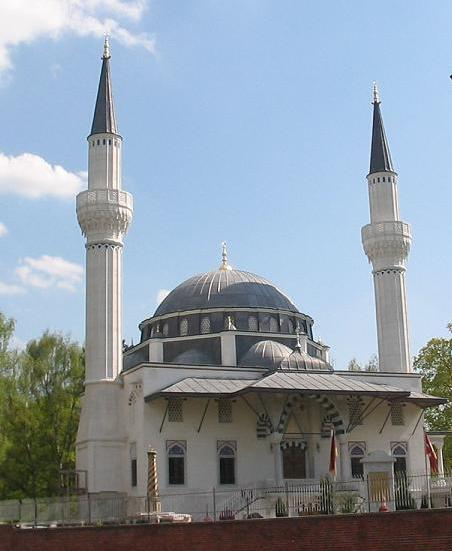
La mezquita Şehitlik, situada en Berlín, es una de las mezquitas más emblemáticas de Alemania.

El islam en Alemania es la segunda religión más practicada en ese país, después del cristianismo.
Alemania fue uno de los primeros países en comenzar a experimentar el fenómeno inmigratorio europeo contemporáneo, comenzando a recibir inmigración tanto de refugiados como de inmigrantes económicos a partir de la década de 1960. La inmensa mayoría de los musulmanes en Alemania (el 63%) son de ascendencia turca y también la mayoría son suníes.
Según el censo de 2011, el 1,9% de los alemanes o alrededor de 1,5 millones de personas se identificaban como musulmanes. No obstante, se trata de una infraestimación, porque muchas personas se acogen a su derecho a no manifestar sus creencias religiosas. Una estimación gubernamental afirma que en 2015 había entre 4,4 y 4,7 millones de musulmanes en Alemania, alrededor del 5,5% de la población. Según el Pew Research Center, este número aumentará a lo largo del siglo XXI y se situará entre el 9% y el 20% en 2050.